# Гавриленко Володимир Михайлович
Володимир Михайлович Гавриленко (нар. 21 січня 1923, Юзівка, Донецька губернія, УРСР — пом. 1 травня 2000, Слов'янськ, Донецька область, Україна) — радянський футболіст, півзахисник та нападник.

## Життєпис
Виступав за команди «Динамо» Ворошиловград (1945-1947), ППО Львів (1948), «Спартак» Львів (1948-1949), «Шахтар» Сталіно (1950-1951), «Локомотив» Артемівськ (1952).
У чемпіонаті СРСР за «Шахтар» зіграв 48 матчів, відзначився 6-ма голами. У 1951 році — бронзовий призер чемпіонату та півфіналіст Кубку СРСР.